# Jozef Vanderhoven
Jozef Vanderhoven CICM (* 5. November 1888 in Lüttich, Belgien; † 4. Dezember 1949 in Löwen) war ein belgischer Ordensgeistlicher und römisch-katholischer Apostolischer Vikar von Boma.

## Leben
Jozef Vanderhoven trat 1909 der Ordensgemeinschaft der Kongregation vom Unbefleckten Herzen Mariens bei und legte am 8. September 1910 die erste Profess ab. Vanderhoven studierte Philosophie und Katholische Theologie am Priesterseminar in Sint-Truiden. Er empfing am 14. September 1913 das Sakrament der Priesterweihe. 
Am 26. Februar 1934 ernannte ihn Papst Pius XI. zum Titularbischof von Sinna und zum ersten Apostolischen Vikar von Boma. Der Bischof von Lüttich, Louis-Joseph Kerkhofs, spendete ihm am 1. Mai desselben Jahres die Bischofsweihe; Mitkonsekratoren waren der Bischof von Tournai, Gastone Antonio Rasneur, und der Koadjutorbischof von Namur, Paul Justin Cawet.